# Sangwŏn-gun
Sangwŏn-gun (koreanska: 상원군) är en kommun i Nordkorea.   Den ligger i provinsen Pyongyang, i den sydvästra delen av landet, 30 km sydost om huvudstaden Pyongyang.